# جان وایزر
جان وایزر (انگلیسی: Jan Veizer؛ زادهٔ ۲۲ ژوئن ۱۹۴۱) دانشمند علوم زمین، و استاد دانشگاه اهل کانادا و از اعضای انجمن سلطنتی کانادا است.